# John von Neumann
  John von Neumann  (hongarès: margittai Neumann János Lajos)  (Budapest, 28 de desembre de 1903 - Walter Reed Army Medical Center, 8 de febrer de 1957) fou un científic, físic i matemàtic estatunidenc, jueu d'origen hongarès, considerat per molts com un dels més importants científics del segle xx. Va fer importants contribucions a diversos camps de la ciència i tecnologia, incloent matemàtiques (fonaments de matemàtiques, anàlisi funcional, teoria ergòdica, geometria, topologia, anàlisi numèrica), física (mecànica quàntica, hidrodinàmica, i dinàmica fluida), economia (teoria de jocs), informàtica (arquitectura de Von Neumann, programació lineal, màquines autoreplicatives, informàtica estocàstica), i estadística. Va ser un pioner de l'aplicació de teoria d'operadors a la mecànica quàntica, en el desenvolupament de l'anàlisi funcional, i va ser un dels membres principals del Projecte de Manhattan i de l'Institut per Estudi Avançat en Princeton, així com una figura clau en el desenvolupament de la teoria de jocs i els conceptes d'autòmat cel·lular, el constructor universal, i l'ordinador digital.
L'anàlisi matemàtica de Von Neumann d'estructures autoreplicatives va precedir la descoberta de l'estructura de l'ADN. En una reconeixement a la seva trajectòria professional que l'hi va fer l'Acadèmia Nacional de Ciències dels Estats Units, va declarar «La part de la meva feina que considero més essencial és en el camp de la mecànica quàntica, la qual vaig desenvolupar a Göttingen el 1926, i subsegüentment a Berlin entre 1927–1929. També, la meva feina en diverses formes de teoria d'operador, Berlin 1930 i Princeton 1935–1939; en el camp del teorema ergòdic, Princeton, 1931–1932». Juntament amb el físic teòric jueu estatunidenc nascut hongarès Edward Teller i el matemàtic jueu polonès Stanisław Ulam, von Neumann va aconseguir fer passos claus en el camp de la física nuclear implicada en les reaccions termonuclears i la bomba d'hidrogen.
Von Neumann va escriure i publicar 150 articles en la seva vida; 60 dels quals en camp de les matemàtiques pures, 20 en el camp de la física, i 60 en el camp de les matemàtiques aplicades. El seu darrer treball va ser un manuscrit inacabat escrit mentre estava a l'hospital i més tard publicat en la forma de llibre amb el títol de L'Ordinador i el Cervell. Aquest darrer treball dona una idea de la direcció dels seus interessos al temps de la seva mort.

## Biografia
Margittai Neumann János Lajos més conegut com John Von Neumann, va néixer a Budapest, ciutat que a n'aquells moments pertanyia a l'Imperi austrohongarès, de pares jueus rics seguidors del moviment Haskalà. Va ser el germà major de tres germans. El seu pare, Neumann Miksa (Max Neumann) era un banquer, doctor en dret. El pare, originari de Pécs, va anar a viure a Budapest a finals dels 1880. El pare d'en Miksa (Mihály nascut el 1839) i avi (Márton) eren ambdós nascuts a Ond (avui dia part de la ciutat de Szerencs), comtat de Zemplén a Hongria del nord. La mare de John era Kann Margit (Margaret Kann) (1881–1936).
Els avis materns eren Jakab Kann II (Plaga (actualment Budapest) 1845–1928) i Katalin Meisels (Munkács, Rutetia dels Carpats. 1854–1914). El 1913, el seu pare va ser elevat a la noblesa pel seu servei a l'Imperi austrohongarès per l'emperador Francesc Josep I d'Àustria. Degut a aquest fet es va concedir a la família Neumann la denominació hereditaria Margittai, que significa originari de Marghita. Així doncs, en Neumann János es va convertir en Margittai Neumann János (John Neumann de Marghita), el qual va canviar més tard per la forma alemanya de Johann von Neumann.
Va ser un nen prodigi i des de jove va mostrar geni i bona memòria, en les àrees de llengua, memorització, i matemàtiques, realitzant operacions matemàtiques complicades o podent fins i tot memoritzar pàgines completes de la guia telefònica. Quan tenia 6 anys, podia dividir dos nombres de 8 dígits de cap. Amb tan sols 8 anys, ja estava familiaritzat amb el càlcul infinitesimal i integral. John va iniciar els seus estudis el 1911 a l'institut luterà Fasori Evangelikus Gimnázium de Budapest, dirigit pel mestre i matemàtic Lászlo Rátz que li va fer lliçons privades. Tot i que el seu pare va insistir que assistís al nivell de grau apropiat a la seva edat, va contractar tutors privats per donar-li instrucció avançada en les àrees en què havia mostrat aptituds. Als 15 anys, va començar a estudiar càlcul avançat amb el famós matemàtic analista Gábor Szegő. En la seva primera trobada, Szegő es va quedar tant impressionat amb el talent matemàtic del noi que va esclatar en llàgrimes.
Szegő visitava la casa familiar dels von Neumann dues vegades a la setmana per fer-hi de tutor del nen prodigi. Alguns apunts fets als papers de son pare sobre les solucions instantànies de von Neumann als problemes de càlcul plantejats per Szegő es poden observar a l'arxiu von Neumann de Budapest. A l'edat de 19, von Neumann ja havia publicat dos articles matemàtics importants, el segon del qual va donar la definició moderna de nombres ordinals, que va substituir la definició de Georg Cantor.
Sense assistir gaire a classe, obtingué brillants qualificacions en matemàtiques a la Universitat de Budapest. De 1921 al 1923 va estudiar química a Berlín i, després, es va graduar en Enginyeria química a Zúric. Es doctorà en Matemàtiques als vint-i-tres anys i amb vint-i-cinc ja era considerat un geni per la comunitat de matemàtics. El 1933 amb Alexander, Veblen, Einstein, Morse i Hermann Weyl es va convertir en un dels grans sis primers professors de matemàtiques de l'institut per a l'Estudis Avançats de Princenton (EUA) on va treballar la resta de la seva vida.
Va rebre el seu doctorat en matemàtiques (amb especialitat en química i física experimental) per la Universitat Pázmány Péter de Budapest als 22 anys. Va aconseguir el títol d'enginyeria química simultàniament a l'ETH Zürich a Suïssa a petició del seu pare, que va voler que el seu fill es tragués un títol de caràcter més aplicat i amb més possibilitats econòmiques que no pas les matemàtiques.
L'any 1944, juntament amb Oskar Morgenstern va publicar "Teoria de jocs i comportaments econòmics", que va revolucionar l'àrea de l'economia, introduint nous mètodes matemàtics per a l'anàlisi de problemes econòmics. Fou un dels iniciadors de les ciències de la computació, i precursor del primer ordinador, per als que va definir el bit com a unitat de memòria. Durant la Segona Guerra Mundial fou conseller de les Forces Armades dels Estats Units, va formar part del Projecte Manhattan i va contribuir a la fabricació de la bomba d'hidrogen.
L'any 1955, von Neumann va ser diagnosticat amb càncer o bé d'os o bé pancreàtic. Von Neumann va morir un any i mig després del diagnòstic de càncer, al Centre Mèdic de l'Exèrcit Walter Reed a Washington DC sota seguretat militar perquè no pogués revelar secrets militars mentre estava fortament medicat. Va ser enterrat al Cementiri de Princeton a Princeton, Nova Jersey.
Von Neumann va ser part d'una generació d'intel·lectuals nascuts a Budapest amb assoliments cèlebres: va néixer a Budapest al voltant del mateix temps que Theodore von Kármán (1881), George de Hevesy (1885), Leó Szilárd (1898), Eugene Paul Wigner (1902), Edward Teller (1908), i Paul Erdős (1913).

## Carrera professional i habilitats

### Inici
Entre els anys 1928 i 1932, va exercir de Privatdozent a la Universitat de Berlín. A finals del 1927, von Neumann ja havia publicat dotze articles importants en matemàtiques, i a finals del 1929, trenta-dos articles, a raó de gairebé un article important per mes. Les famoses capacitats de velocitat, memorització massiva i record de Von Neumann li van permetre recitar amb facilitat volums d'informació, i fins i tot directoris sencers.
El 1930, von Neumann va ser convidat a la Universitat de Princeton, Nova Jersey.El 1933 l'Institut d'Estudis Avançats de Princeton l'hi va oferir un plaça la facultat després que els plans de l'institut per contractar Hermann Weyl no reeixissin. John va treballar com a professor de matemàtiques a l'institut fins a la seva mort. La seva mare i els seus germans van seguir John als Estats Units, el seu pare, Max Neumann, havia mort l'any 1929. Es va anglicitzar el seu nom a John, mantenint el cognom aristocràtic alemany de von Neumann. El 1937, von Neumann es va convertir en ciutadà dels Estats Units i immediatament va intentar allistar-se a la reserva de l'exèrcit però va ser refusat a causa de la seva edat. El 1938, li va ser atorgat el Premi Commemoratiu Bôcher per la seva feina en l'anàlisi matemàtica.

### Teoria de conjunts
L'axiomatització de les matemàtiques, en el model dels elements d'Euclides, va assolir nous nivells de rigor i amplitud a finals del segle xix, sobretot en el camp de l'aritmètica, gràcies a l'esquema de l'axioma de Richard Dedekind i Charles Sanders Peirce, i en el camp de la geometria, gràcies a David Hilbert. A principis del segle xx, els esforços per assentar les matemàtiques en una teoria informal de conjunts va patir un revés a causa de la paradoxa de Russell (en el conjunt de tots els conjunts que no pertanyen a si mateixos).
El problema d'una axiomatització adequada de la teoria de conjunts va ser resolt implícitament uns vint anys després per Ernst Zermelo i Abraham Fraenkel. La teoria de conjunts Zermelo–Fraenkel proporciona una sèrie de principis que van permetre la construcció dels conjunts utilitzats en la pràctica quotidiana de les matemàtiques. Però aquests no exclouen explícitament la possibilitat de l'existència d'un conjunt que pertany a si mateix. En la seva tesi doctoral de 1925, von Neumann va demostrar dues tècniques per excloure tals conjunts-l'axioma de la fundació i la noció de classe.

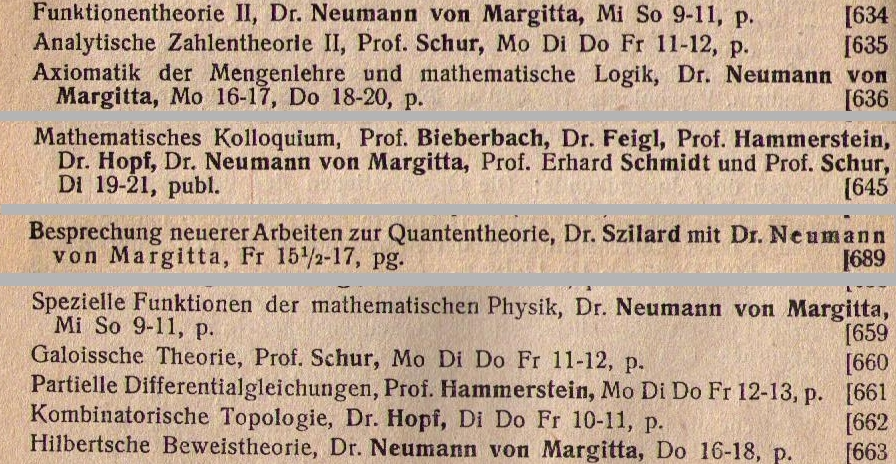
Extracte dels calendaris universitaris de la Universitat Humboldt de Berlín pel 1928 i 1928-1929 on s'anuncien conferències impartides per von Neumann versades sobre teoria axiomàtica de conjunts i lògiques, problemes en mecànica quàntica i funcions matemàtiques especials. Els seus col·legues més notables que també apareixen en l'extracte són Georg Feigl, Issai Schur, Erhard Schmidt, Leó Szilárd, Heinz Hopf, Adolf Hammerstein i Ludwig Bieberbach.

L'axioma de la fundació va establir que cada conjunt pot ser construït de baix a dalt en una successió ordenada de passos a través dels principis de Zermelo i Fraenkel, de tal manera que si un conjunt pertany a un altre, llavors el primer ha de venir necessàriament abans de la segon en la successió, per tant, excloure la possibilitat d'un conjunt que pertany a si mateix. Per demostrar que l'addició d'aquest nou axioma als altres no van produir contradiccions, von Neumann va introduir un mètode de demostració, anomenat el mètode de models interns, que més tard es va convertir en un instrument essencial en la teoria de conjunts.
La segona aproximació al problema va prendre com a base la noció de classe, i defineix un conjunt com una classe que pertany a altres classes, mentre que una classe adequada es defineix com una classe que no pertany a altres classes. Amb l'enfocament de Zermelo-Fraenkel, els axiomes impedeixen la construcció d'un conjunt de tots els conjunts que no pertanyen a si mateixos. Per contra, sota l'enfocament de von Neumann, la classe de tots els conjunts que no pertanyen a si mateixos es pot construir, però és una classe adequada i no un conjunt.
Amb aquesta contribució de von Neumann, el sistema axiomàtic de la teoria de conjunts esdevenia plenament satisfactòria i la següent pregunta era si era o no també definitiva, i no estava subjecte a la millora. Una resposta fortament negativa va arribar al setembre del 1930 en l'històric Congrés matemàtic de Königsberg, en el que Kurt Gödel va anunciar el seu primer teorema d'incompletesa: els sistemes axiomàtics usuals són incomplets, en el sentit que no poden provar cada veritat que és expressable en el seu llenguatge. Aquest resultat va ser prou innovador com per confondre a la majoria dels matemàtics de l'època.
Però von Neumann, qui havia participat en el Congrés, va confirmar la seva fama com un pensador instantani, i en menys d'un mes era capaç de contrastar amb Gôdel mateix una conseqüència interessant del teorema de Gödel: a saber, que els sistemes axiomàtics usuals són incapaços de demostrar la seva pròpia consistència. Tanmateix, Gödel ja hi havia descobert aquesta conseqüència, ara coneguda com el seu segon teorema d'incompletesa, i va enviar von Neumann una pre-impressió del seu article que contingui tots dos teoremes d'incompletesa. Von Neumann va reconèixer la prioritat de Gödel en la seva pròxima carta.

### Geometria
Von Neumann va fundar el camp de geometria contínua. Va continuar la seva tasca pionera en els anells dels operadors. En matemàtiques, geometria contínua és un anàleg de la geometria projectiva complexa, on en lloc de la dimensió d'un subespai estar en un conjunt discret 0, 1, ..., n, pot ser un element de la unitat d'interval [0,1]. Von Neumann va ser motivat pel seu descobriment de les àlgebres de von Neumann amb una funció de la dimensió de prendre un rang continu de dimensions, i el primer exemple d'una geometria contínua que no sigui espai projectiu era les projeccions del tipus hiperfinit factor II.

### Teoria de mesura
En una sèrie de treballs famosos, von Neumann va fer contribucions espectaculars en el camp de la teoria de la mesura. El treball previ de Banach havia donat a entendre que el problema de la mesura té una solució positiva si n = 1 o n = 2 i una solució negativa en tots els altres casos. L'obra de Von Neumann va argumentar que "el problema és essencialment grup teòric en el caràcter, i que, en particular, per a la solvència del problema de la mesura el concepte algebraic ordinària de solvència d'un grup és rellevant. Així, segons von Neumann, és el canvi de grup que fa la diferència, no el canvi d'espai ".
En una sèrie de documents de von Neumann, els mètodes d'argument que va emprar es consideren encara més important que els resultats. A l'espera del seu posterior estudi de la teoria de dimensió en àlgebres d'operadors, von Neumann s'utilitza resultats en equivalència per descomposició finit, i reformular el problema de la mesura en termes de funcions (en previsió de la seva obra posterior formulació Matemàtica de la mecànica quàntica, en les funcions quasi-periòdiques).
En el document de 1936 sobre la teoria de mesura analítica, von Neumann va usar el teorema d'Haar en la solució del cinquè problema de Hilbert pel cas de grups compactes.

### Teoria ergòdica
Von Neumann va fer contribucions fonamentals al camp de la teoria ergòdica, en una sèrie d'articles publicats el 1932. Dels articles de lçany 1932 en el camp de la  teoria ergòdica, Paul Halmos va escriure que fins i tot "si von Neumann mai hages fet res més, aquest treball hauria estat suficient per garantir la seva immortalitat matemàtica" Per llavors von Neumann ja havia escrit els seus famosos articles en teoria d'operador, i l'aplicació d'aquest treball va ser fonamental en el desenvolupament del teorema ergòdic mig de von Neumann.

### Teoria d'operadors
Von Neumann va introduir l'estudi dels anells dels operadors, a través de les àlgebres de von Neumann. Un àlgebra de von Neumann és una -àlgebra d'operadors acotats en un espai de Hilbert que és tancat en la topologia d'operador feble i conté l'operador d'identitat.
El teorema bicommutant de von Neumann mostra que la definició analítica és equivalent a una definició purament algebraica com una àlgebra de simetries.
La teoria de la integral directa va ser introduïda el 1949 per John von Neumann. Una de les anàlisis de von Neumann va ser reduir la classificació de les àlgebres de von Neumann en els espais de Hilbert separables a la classificació dels factors.

### Teoria d'enreixat
Von Neumann va treballar en la teoria reticular entre 1937 i 1939. Von Neumann va proporcionar una exploració abstracta de dimensió en gelosies topològics modulars acabats complementa: "Dimensió es determina, fins a una transformació lineal positiva, per les dues propietats següents Es conserva per assignacions de perspectiva. ("perspectivistes") i ordenat per la inclusió. la part més profunda de la prova es refereix a l'equivalència de perspectiva amb "projectivitat per descomposició" -de la qual un corol·lari és la transitivitat de perspectiva". Garrett Birkhoff va escriure: "la ment brillant de John von Neumann cremar sobre la teoria d'enreixat com un meteorit".
A més, "[E]n el cas general, von Neumann va demostrar el següent teorema bàsic de representació. Qualsevol gelosia modular complementat L que té una "base" d'elements perspectiva parells n≥4, és isomorf amb el ℛ gelosia (R) de tot el capital correcte-ideals d'un anell regular adequat R. Aquesta conclusió és la culminació de 140 pàgines d'àlgebra brillant i incisiu que involucren totalment nous axiomes. Qualsevol persona que vulgui obtenir una impressió inoblidable del tall de la navalla de la ment de von Neumann, només cal mirar de seguir aquesta cadena de raonament exacte per a si mateix, adonar-se que sovint cinc pàgines que van ser escrites abans de l'esmorzar, assegut en una sala d'estar taula d'escriure en una bata de bany ".

### Formulació matemàtica de la mecànica quàntica
Von Neumann va ser el primer a establir un marc de rigor matemàtic de la mecànica quàntica, coneguts com els axiomes de Dirac-von Neumann, amb el seu treball de l'any 1932 titulat Fonaments Matemàtics de la Mecànica Quàntica.
Després d'haver completat l'axiomatització de la teoria de conjunts, von Neumann va començar a enfrontar l'axiomatització de la mecànica quàntica. Es va donar compte, el 1926, que l'estat d'un sistema quàntic podria ser representat per un punt en un (complex) espai de Hilbert que, en general, podria ser de dimensió infinita, fins i tot per a una sola partícula. Això està en contrast amb un sistema clàssic on un estat es representa per un punt en un (real) l'espai de fases amb dimensions 6N on N és el nombre de partícules (3 coordenades generalitzades i 3 moments conjugats generalitzats per cada partícula). En aquest formalisme de la mecànica quàntica, quantitats observables com ara la posició o l'impuls es representen com a operadors lineals que actuen sobre l'espai de Hilbert associat amb el sistema quàntic. La física de la mecànica quàntica va ser per tant reduït a la matemàtica dels espais de Hilbert i operadors lineals que actuen sobre ells.
Per exemple, el principi d'incertesa, segons el qual la determinació de la posició d'una partícula impedeix la determinació de la seva quantitat de moviment i viceversa, es tradueix en la no commutativitat dels dos operadors corresponents. Aquesta nova formulació matemàtica inclou com a casos especials les formulacions tant de Heisenberg i Schrödinger.
El tractament abstracte de Von Neumann li va permetre també per enfrontar el problema fonamental del determinisme enfront de no-determinisme, i en el llibre es presenta una prova que els resultats estadístics de la mecànica quàntica no podrien ser les mitjanes d'un conjunt subjacent de "variables ocultes determinades, "com en la mecànica estadística clàssica. El 1966, John S. Campana va publicar un document argumentant que la prova contenia un error conceptual i era, per tant, no vàlid (vegeu l'article sobre John Stewart Bell per a més informació). Tanmateix, el 2010, Jeffrey Bub va argumentar que Bell havia mal interpretat la prova de von Neumann, i ha assenyalat que la prova, encara que no valida per a totes les teories de variables amagades governa un subconjunt ben definit i important. Bub també suggereix que von Neumann era conscient d'aquesta limitació, i que von Neumann no va dir que la seva demostració descartava completament les teories de variables ocultes En qualsevol cas, la demostració va iniciar una línia d'investigar que finalment van permetre desenvolupar, a través de la feina de Bell, el 1964 en el Teorema de Bell, i els experiments d'Alain Aspect el 1982, a la demostració que la física quàntica o bé requereix una noció de la realitat substancialment diferent de la de la física clàssica, o ha d'incloure no localitat en aparent violació de la relativitat especial.
En un capítol de Fonaments Matemàtics de la Mecànica Quàntica, von Neumann va analitzar profundament l'anomenat problema del mesurament. Va arribar a la conclusió que tot l'univers físic podria estar subjecta a la funció ondulatòria universal. Des que es necessitava alguna cosa "fora del càlcul" per col·lapsar la funció d'ona, von Neumann va concloure que l'ensorrament va ser causat per la consciència de l'experimentador(Encara que aquest punt de vista va ser acceptat per Eugene Wigner, mai va guanyar l'acceptació entre la majoria dels físics).
Tot i que les teories de la mecànica quàntica segueixen evolucionant fins als nostres dies, hi ha un marc bàsic per al formalisme matemàtic de problemes en la mecànica quàntica que subjau en la majoria dels enfocaments i es remunta als formalismes matemàtics i tècniques utilitzades per primera vegada per von Neumann. En altres paraules, les discussions sobre la interpretació de la teoria, i les seves extensions, ara es duen a terme majoritàriament sobre la base de suposicions compartides sobre els fonaments matemàtics.

### Lògica quàntica
En un famós article de 1936 amb Garrett Birkhoff, el primer treball realitzat mai per introduir lògiques quàntiques, von Neumann i Birkhoff primer va demostrar que la mecànica quàntica requereix un càlcul proposicional substancialment diferent de totes les lògiques clàssiques i aïllat rigorosament una nova estructura algebraica per lògiques quàntiques. El concepte de la creació d'un càlcul proposicional de lògica quàntica va ser delineada per primera vegada en una breu secció el 1932 l'obra de von Neumann, però el 1936, la necessitat que el nou càlcul proposicional es va demostrar a través de diverses proves. Per exemple, els fotons no poden passar a través de dos filtres successius que estan polaritzats perpendicularment (per exemple, un horitzontal i l'altre vertical), i per tant, un fortiori, no pot passar si un tercer filtre polaritzat en diagonal s'afegeix als altres dos, ja sigui abans o després d'ells en la successió, però si el tercer filtre s'afegeix en entre els altres dos, els fotons serà, de fet, passar a través. Aquest fet experimental és traduïble a la lògica com la no commutativitat de conjunció. També es va demostrar que les lleis de distribució de la lògica clàssica,{\displaystyle P\lor (Q\land R)=(P\lor Q)\land (P\lor R)} i {\displaystyle P\land (Q\lor R)=(P\land Q)\lor (P\land R)}, no són vàlides per a la teoria quàntica. La raó d'això és que una disjunció quàntica, a diferència del cas de disjunció clàssica, pot ser veritat, fins i tot quan tots dos disyuntos són falsos i això és, al seu torn, atribuïble al fet que amb freqüència és el cas, en la mecànica quàntica, que un parell d'alternatives són semànticament determinat, mentre que cadascun dels seus membres són necessàriament indeterminada. Aquesta última propietat es pot il·lustrar amb un exemple senzill. Suposem que es tracta de partícules (com els electrons) d'espín semi-integral (moment angular) pels quals només hi ha dos valors possibles: positiu o negatiu. Llavors, un principi d'indeterminació estableix que l'espín, amb relació a dues adreces diferents (per exemple, X i Y) es tradueix en un parell de quantitats incompatibles. Suposem que el ɸ estat d'un determinat electró verifica la proposició "l'espín de l'electró en la direcció x és positiu." Pel principi d'indeterminació, el valor de la rotació en la direcció i serà completament indeterminat per ɸ. Per tant, ɸ pot verificar ni la proposició "l'espín en la direcció de i és positiu", ni la proposició "l'espín en la direcció de i és negatiu." No obstant això, la disjunció de les proposicions "el gir en la direcció de i és positiu o el gir en la direcció de i és negatiu" ha de ser cert per ɸ. En el cas de la distribució, per tant, és possible tenir una situació en la qual{\displaystyle A\land (B\lor C)=A\land 1=A}, mentre {\displaystyle (A\land B)\lor (A\land C)=0\lor 0=0}.
Von Neumann proposa substituir la lògica clàssica amb una lògica construïda en gelosies orthomodular (isomorf a la xarxa de subespais de l'espai de Hilbert d'un sistema físic donat).

### El domini de les matemàtiques
Stan Ulam, que coneixia bé von Neumann, va descriure el seu domini de les matemàtiques d'aquesta manera: .. "La majoria dels matemàtics saben un mètode, per exemple, Norbert Wiener dominava la transformada de Fourier. Alguns matemàtics han dominat dos mètodes i podrien realment impressionar a algú que conegui només un d'ells. John von Neumann havia dominat 3 mètodes ". Després va passar a explicar que els tres mètodes van ser:
- Facilitat per a la manipulació simbòlica d'operadors lineals;
- Intuïció de l'estructura lògica de qualsevol teoria matemàtica nova;
- Intuïció per a la superestructura combinatòria de noves teories.

## Vida tardana

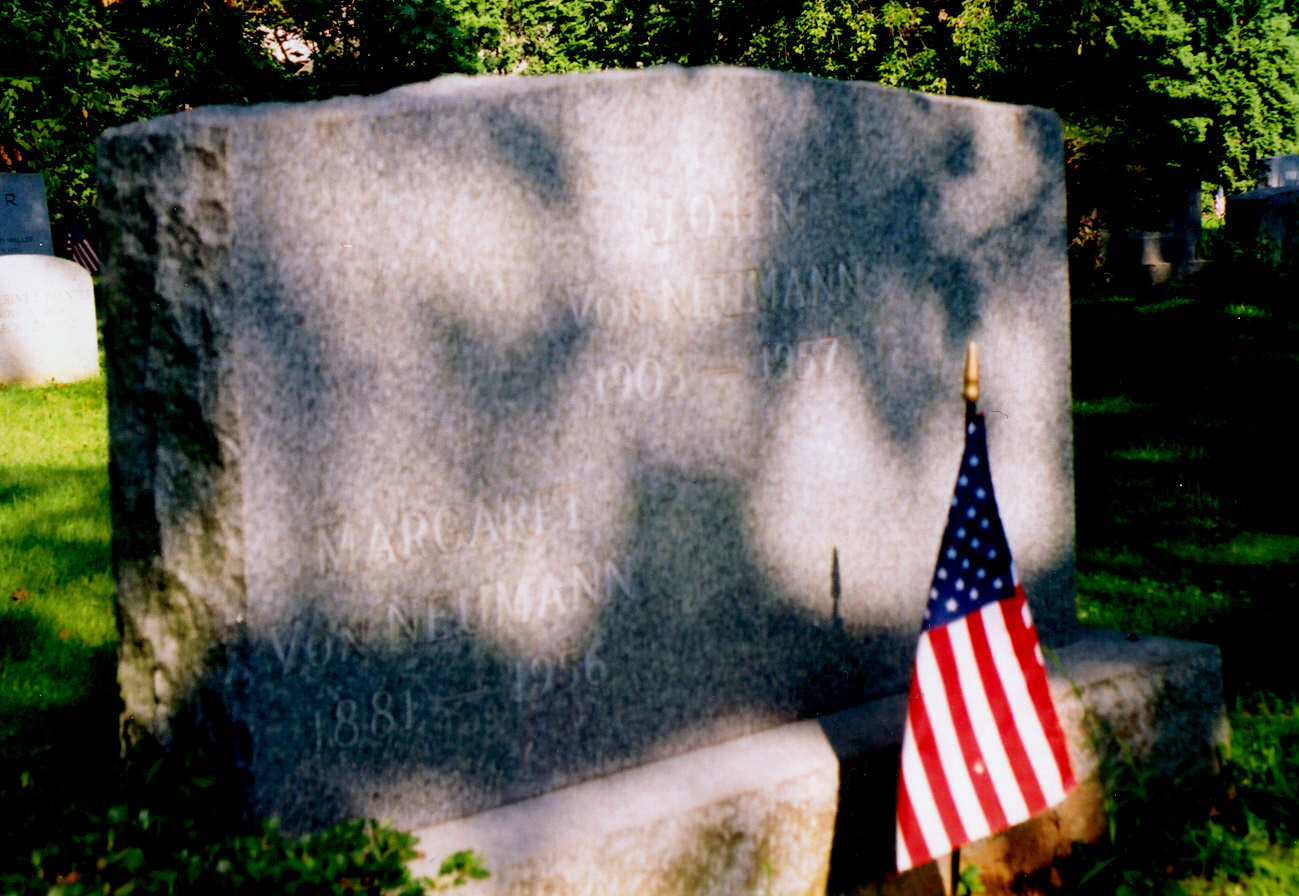
La làpida de Von Neumann

El 1955, von Neumann va ser diagnosticat càncer o bé d'ossos o bé pancreàtic. Un biògraf de von Neumann, Norman Macrae, ha especulat que el càncer va ser causat per la presència de von Neumann en l'Operació Crossroads, proves nuclears realitzades el 1946 a l'Atol de Bikini.
La seva mare, Margaret von Neumann havia estat diagnosticada amb càncer el 1936 i morí al cap de dues setmanes. John va viure divuit mesos a partir del diagnòstic. En aquest període von Neumann va tornar a la fe catòlica romana, fe que també havia estat important per a la seva mare després de la conversió de la família el 1929-1930. John havia dit a la seva mare: "Probablement hi ha un Déu. Hi ha moltes coses que són més fàcils d'explicar si no que si no n'hi ha."
Von Neumann es va aferrar al seu coneixement exemplar del llatí i va citar al seu llit de mort visitant la declamació "Judex ergo cum sedebit," i acabà "Quid sum miser tunc dicturus? Quem patronum rogaturus, Cum vix iustus sentin Securus?" (Quan s'ha pres el jutge el seu seient ... Quin serà miserable Llavors prego? Qui em podrà intercedir quan l'escassa justos s'allibera?)

Von Neumann va morir un any i mig després del diagnòstic de càncer, al Centre Mèdic de l'Exèrcit Walter Reed a Washington DC sota seguretat militar perquè no pogués revelar secrets militars mentre estava fortament medicat. En el seu llit de mort, ell entretenia al seu germà amb la recitació paraula per paraula de les primeres línies de cada pàgina de l'obra de Goethe Faust Va ser enterrat al Cementiri de Princeton a Princeton, Nova Jersey.

## Traduccions de la seva obra al català
- El paper de la matemàtica en la ciència i la societat.  Santa Coloma de Queralt: Obrador Edèndum i Publicacions URV, 2008 (Punt Nodal; 1). ISBN 9788493660918. Traducció de Mònica Merín i Sales.

- L'ordinador i el cervell.  Santa Coloma de Queralt: Obrador Edèndum i Publicacions URV, 2009 (Punt Nodal; 2). ISBN 9788493759087. Traducció de Jordi Ainaud.